# Yvonne Wright (parolière)
Pour les articles homonymes, voir Yvonne Wright.
Yvonne Lowrene Wright (née le 31 octobre 1951 à Harlem, New York - morte le 26 janvier 2016 à Allen, Texas) était une parolière et choriste américaine.
Elle est principalement connue pour avoir été l'une des collaboratrices de Stevie Wonder dans les années 1970. Leurs chansons apparaissent sur quatre opus de l'auteur-compositeur-interprète américain entre 1972 et 1979, dont l'album Journey Through The Secret Life of Plants pour lequel elle sera nommée aux Grammy Awards en 1980.

## Biographie
Yvonne Lowrene Wright-Willis nait à Harlem (New York) le 31 octobre 1951.
Découvrant la musique par l'intermédiaire de sa maman, brièvement membre de la troupe de danse Whitey's Lindy Hoppers, elle entre dans la chorale de son église, où, avec sa sœur ainée Adèle, elles interprètent des solos sur des compositions de James Cleveland.
À l'adolescence, elle forme de petits groupes vocaux sous le nom de The Diamonds et The Velveteens avec ses amies. Lors d'un show live à l'Apollo Theater, elle interprète Moon River et est repérée pour intégrer les chœurs de Wilson Pickett le soir même sur scène.
Elle rencontre Stevie Wonder au début des années 1970 et collabore avec lui sur plusieurs chansons réparties sur quatre de ses albums entre 1972 et 1979 (Music of My Mind, Talking Book, Fulfillingness' First Finale et Journey Through The Secret Life of Plants), dont certaines seront reprises par des artistes reconnus tels que Art Garfunkel, George Michael, Herbie Hancock ou Macy Gray.
Lors de la 23e cérémonie des Grammy Awards en 1980, elle est nommée aux côtés de Stevie Wonder pour son travail sur l'album Journey Through The Secret Life of Plants dans la catégorie Meilleure bande originale d'un média visuel (en), en compétition avec les bandes originales de L'empire contre attaque (vainqueur), Fame, Urban Cowboy et One Trick Pony.
Wright continue à chanter dans les années 1970 et au début des années 1980. En 1974, alors que le magazine Jet la présente comme la petite amie de Wonder, elle écrit Take A Little Trip pour Minnie Riperton et fait partie des chœurs sur son single The Edge Of A Dream issu de son album Perfect Angel, lui-même produit par Stevie Wonder. Elle participe à la tournée espagnole de la comédie musicale Hair en 1975. Elle chante dans les chœurs de Lou Rawls et Millie Jackson, en tournée avec The Chantels et The Marvelettes, ainsi que sur plusieurs de leurs enregistrements en studio. En 1980, elle participe à l'enregistrement de l'album The Invisible Man's Band du groupe éponyme.
Elle retourne ensuite étudier à Dallas au Texas, et obtient un diplôme de bachelier en sciences de l'éducation et un master en enseignement spécialisé.
Yvonne Wright meurt d'un cancer le 26 janvier 2016 à Allen, au Texas.

### Parenté avec Syreeta Wright
Plusieurs sources, mentionnent Yvonne Wright comme étant la sœur de Syreeta Wright, ex-épouse et autre collaboratrice musicale de Stevie Wonder,.
Cependant, il n'en est rien : le faire-part publié à l'occasion de son décès précise le nom de ses parents (Harry Wright et Margaret Williams,), qui ne correspondent pas aux noms des parents de Syreeta Wright (Lordian Wright et Essie Wright).

## Discographie en tant que parolière
Les chansons suivantes sont cocréditées Stevie Wonder/Yvonne Wright. La liste non exhaustive des reprises peut être confirmée via le site SecondhandSongs et étendue dans l'article consacré à la chanson si existant.
| Année | Titre                                              | Artiste initial | Album                                     | Commentaires                                                                                  | Notamment repris par                                                                                              |
| ----- | -------------------------------------------------- | --------------- | ----------------------------------------- | --------------------------------------------------------------------------------------------- | --- |
| 1972  | Evil                                               | Stevie Wonder   | Music of My Mind                          | Face B du single Keep On Running Face B du single Boogie On Reggae Woman ( Royaume-Uni, 1974) | - Lou Rawls (1973)                                                                                                |
| 1972  | Girl Blue                                          | Stevie Wonder   | Music of My Mind                          | -                                                                                             | - The Main Ingredient (1973, single, US #119) - Nnenna Freelon (1993)                                             |
| 1972  | You've Got It Bad, Girl                            | Stevie Wonder   | Talking Book                              | Face B du single Superstition                                                                 | - Quincy Jones (1973) - Hank Crawford (1973) - Toots Thielemans (1990) - Herbie Hancock (1996) - Macy Gray (2012) |
| 1972  | I Believe (When I Fall in Love It Will Be Forever) | Stevie Wonder   | Talking Book                              | -                                                                                             | - Art Garfunkel (1975) - George Michael (1991) - Josh Groban (2013)                                               |
| 1974  | They Won't Go When I Go                            | Stevie Wonder   | Fulfillingness' First Finale              | -                                                                                             | - George Michael (1990) - Josh Groban (2010) - Kanye West (2011)                                                  |
| 1974  | Take a Little Trip,                                | Minnie Riperton | Perfect Angel                             | Musique composée par Stevie Wonder                                                            | |
| 1979  | Black Orchid                                       | Stevie Wonder   | Journey Through The Secret Life of Plants | Single européen (UK #63) Face B du single Ribbon in the Sky (1982)                            | - Nnenna Freelon (2002)                                                                                           |

## Liens Externes
- Yvonne Wright sur Discogs
- Yvonne Wright sur Allmusic
- Notices d'autorité :   - VIAF
  - ISNI
  - Norvège
  - Tchéquie